# Rezső Gallai
Rezső Gallai (29 de janeiro de 1904 – 25 de setembro de 2014) foi um supercentenário húngaro, que viveu até a idade de 110 anos e 239 dias. Ele tornou-se o homem vivo mais velho da Europa após a morte de Arturo Licata, de 111 anos, em 24 de abril de 2014 até sua própria morte.

## Biografia
Gallai nasceu em 29 de janeiro de 1904 em Szombathely, Condado de Vas, Áustria-Hungria. Ele foi criado em uma casa adotiva. Ele se casou duas vezes e teve dois filhos, dos quais ele sobreviveu. Durante a Segunda Guerra Mundial, ele serviu nas forças armadas na atual Ucrânia, onde foi ferido em ataques partidários. Ele trabalhou no departamento de água até os 98 anos de idade. Seu segundo filho morreu em 2011.
Gallai morreu em 25 de setembro de 2014 aos 110 anos e 239 dias em Győr, Győr-Moson-Sopron, Hungria. Após sua morte, Philippe Vocanson da França tornou-se o homem vivo mais velho da Europa.